# متسینگ
متسینگ (به فرانسوی: Metzing) یک کمون در فرانسه است که در Canton of Behren-lès-Forbach واقع شده‌است.

## خصوصیات
متسینگ ۶٫۴۵ کیلومترمربع مساحت و ۵۳۶ نفر جمعیت دارد و ۲۵۰ متر بالاتر از سطح دریا واقع شده‌است.